# Oceanside (Californie)
Pour les articles homonymes, voir Oceanside.
Oceanside est une municipalité américaine du comté de San Diego, en Californie. La population de la ville est de 173 303 habitants, sur 107,7 km2, ce qui en fait la troisième ville du comté de San Diego, et est en très forte augmentation. La ville se situe au sud de l'United States Marine Corps Camp Pendleton.

## Histoire

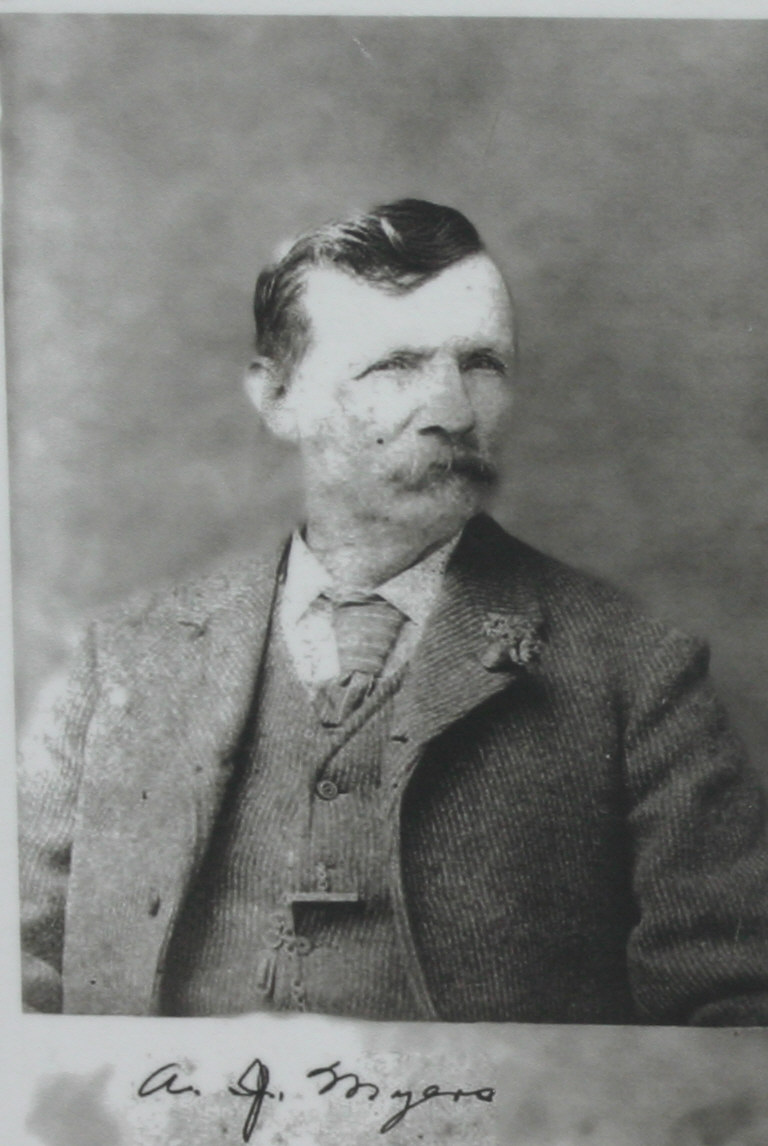
Andrew Jackson Myers

La région d'Oceanside a d'abord été visitée par des explorateurs européens en 1769. Junípero Serra a fondé une mission près d'Oceanside sur un ancien site des indiens Luiseño. Au début des années 1800, le paysage changea avec l'arrivée d'agriculteurs. En 1883, à la suite d'un contrat avec le gouvernement fédéral, Andrew Jackson Myers fonde la ville d'Oceanside qui fut ensuite incorporée en 1888. Au XXe siècle, la ville devient une ville côtière résidentielle.

## Démographie
| 1900 | 1910 | 1920  | 1930  | 1940  | 1950   |
| ---- | ---- | ----- | ----- | ----- | ------ |
| 330  | 673  | 1 161 | 3 508 | 4 651 | 12 881 |

| 1960   | 1970   | 1980   | 1990    | 2000    | 2010    |
| ------ | ------ | ------ | ------- | ------- | ------- |
| 24 971 | 40 494 | 76 698 | 128 398 | 161 029 | 167 086 |

| 2020    | - | - | - | - | - |
| ------- | - | - | - | - | - |
| 174 068 | - | - | - | - | - |

## Lieux notables
- La Rosicrucian Fellowship est basée à Oceanside, sur le Mont Ecclesia. Elle fut fondée en 1909 par Max Heindel[3] ;
- Oceanside Pier, une jetée en bois longue de 596 mètres ;
- Le musée californien du surf se trouve à Oceanside ;
- La Mission San Luis Rey de Francia.
- La maison style Victorienne "The Graves House" qui fut rendue célèbre dans le film culte TOP GUN de 1986.

## Galerie

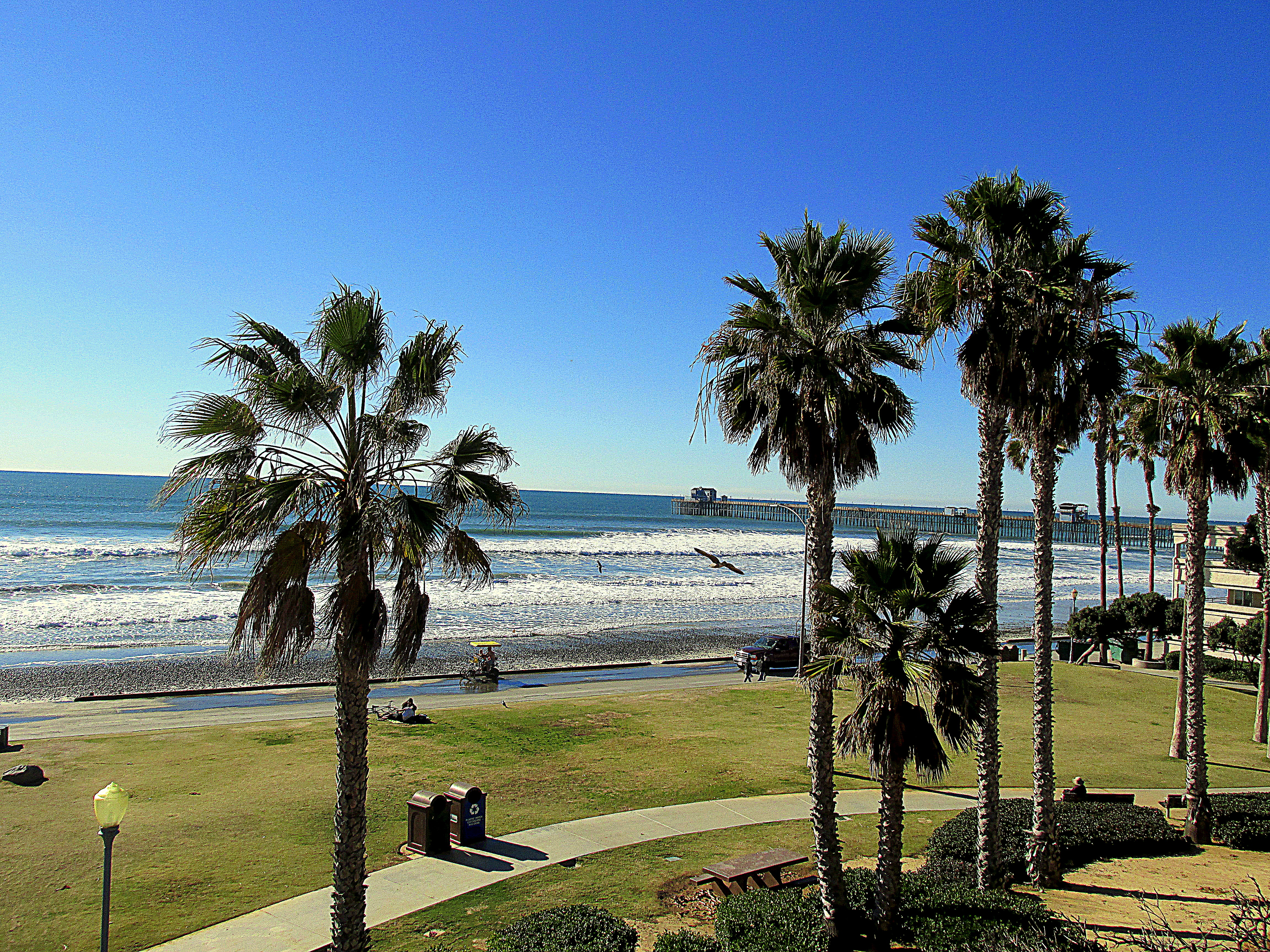
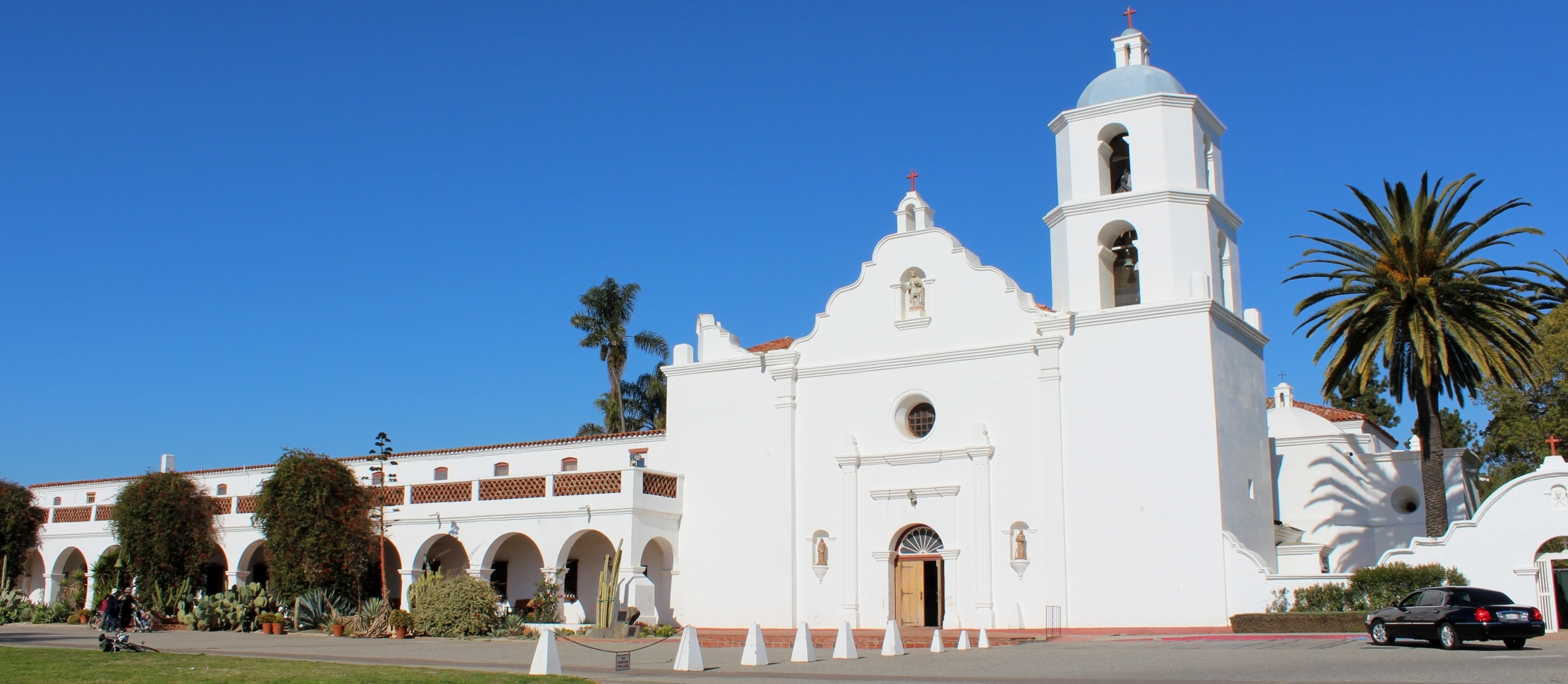
Mission San Luis Rey de Francia.
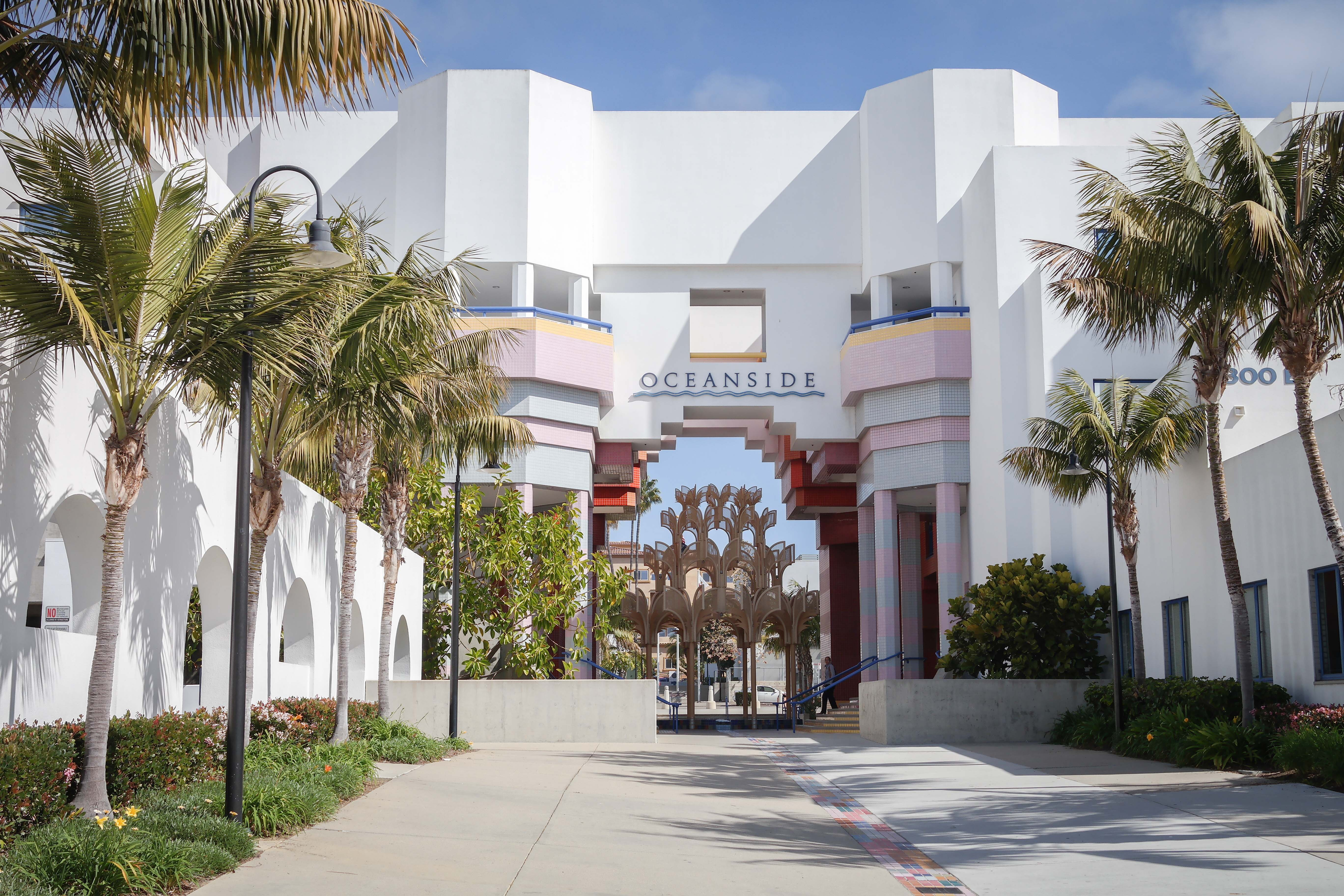
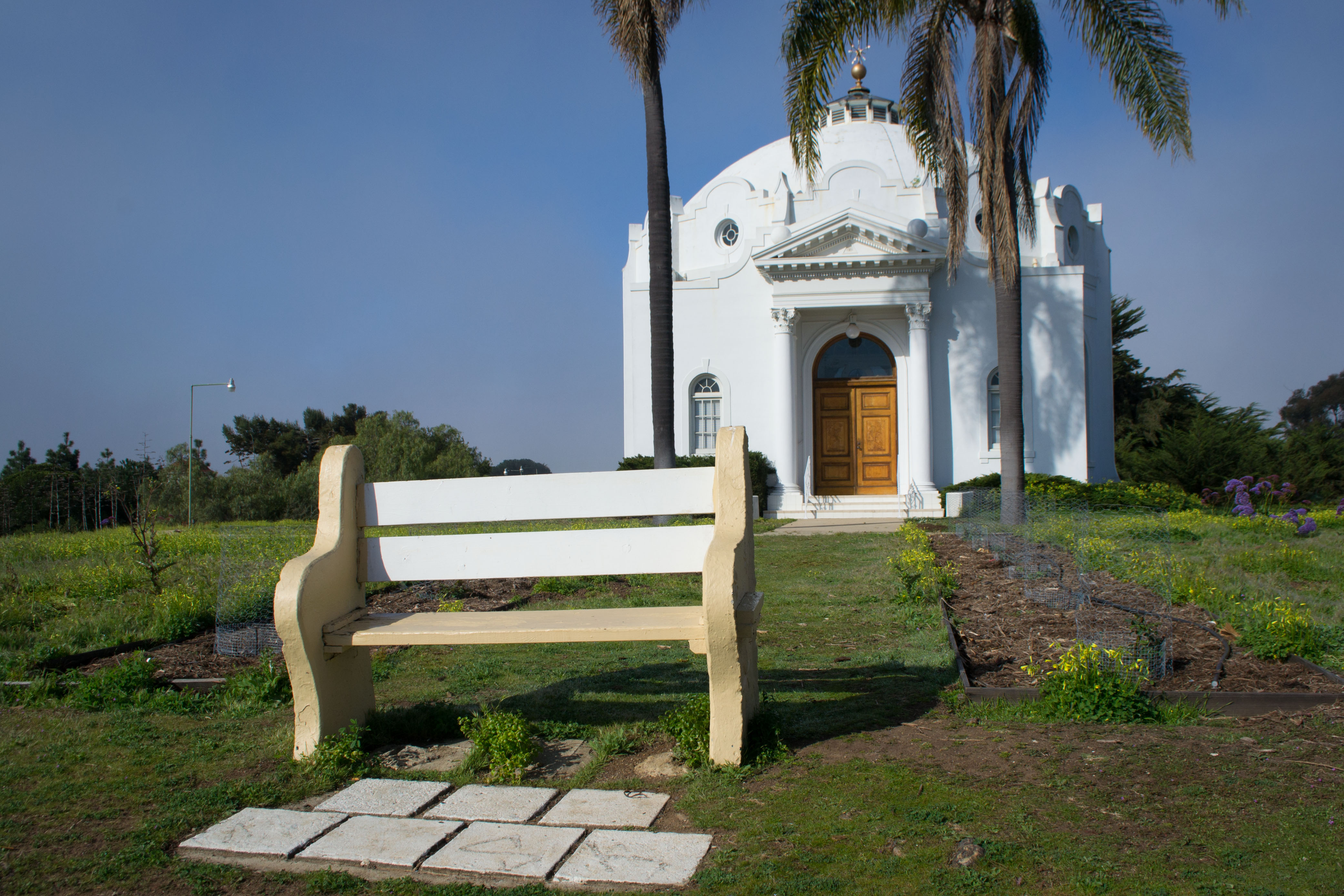
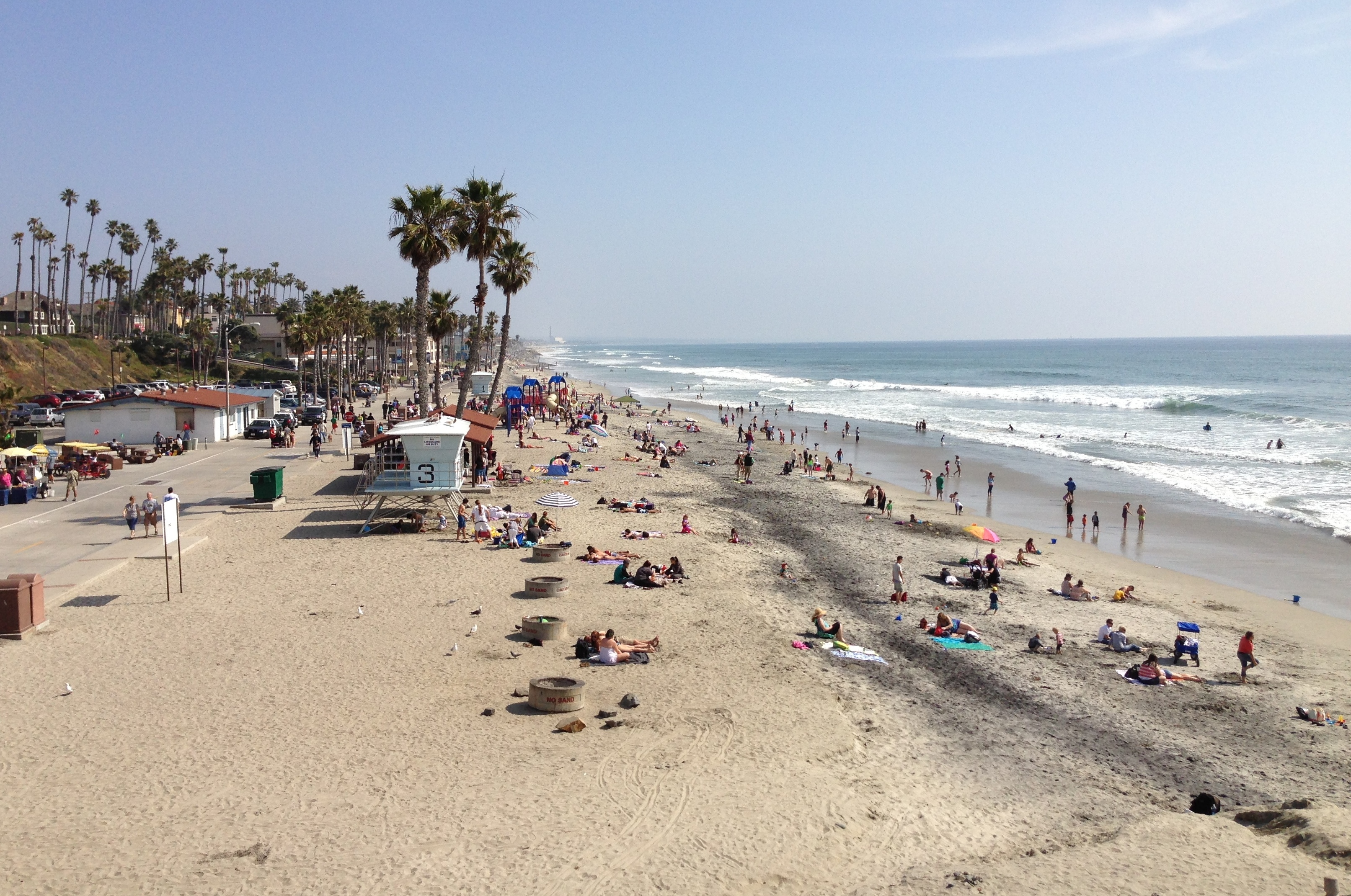
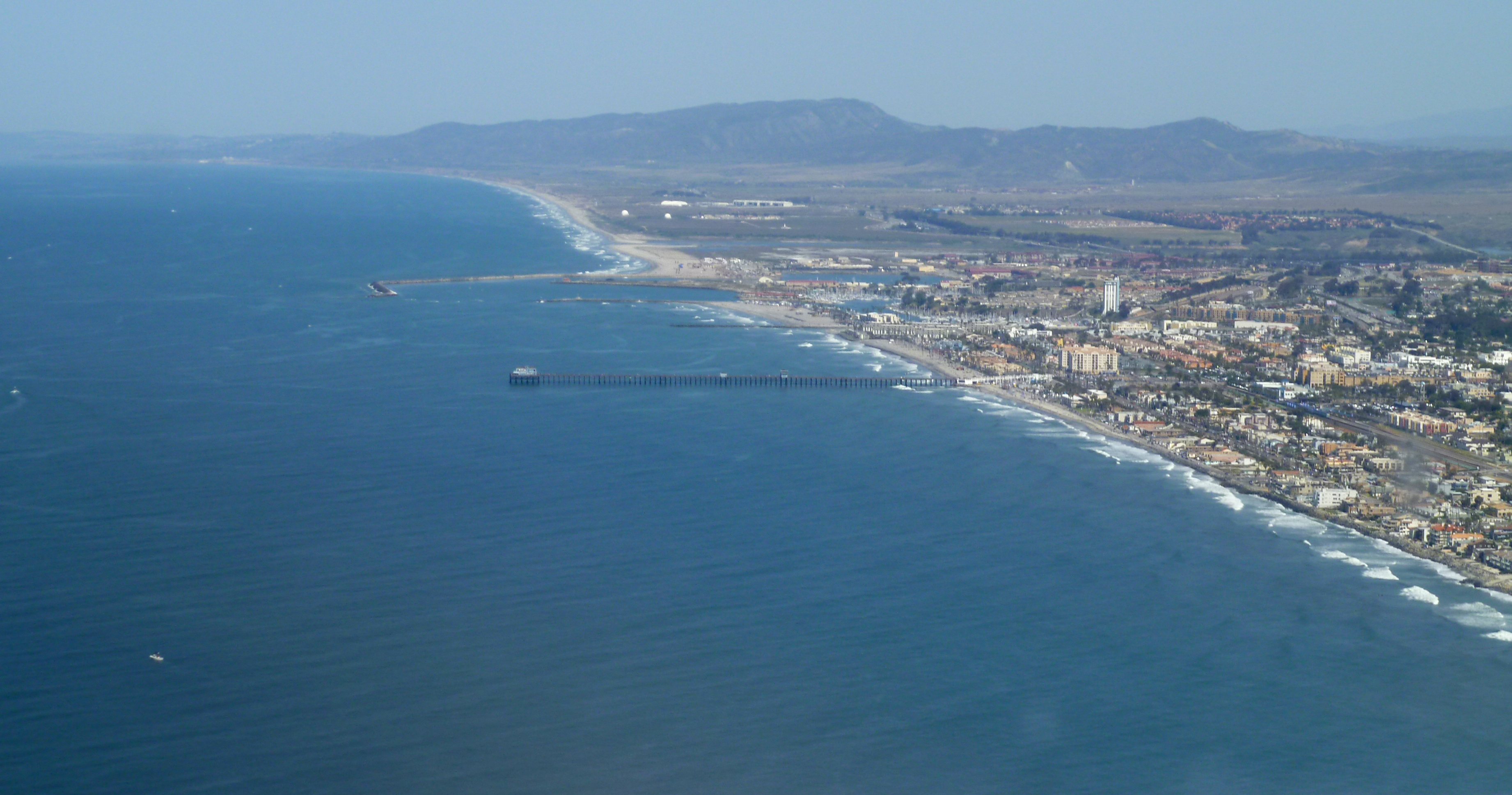
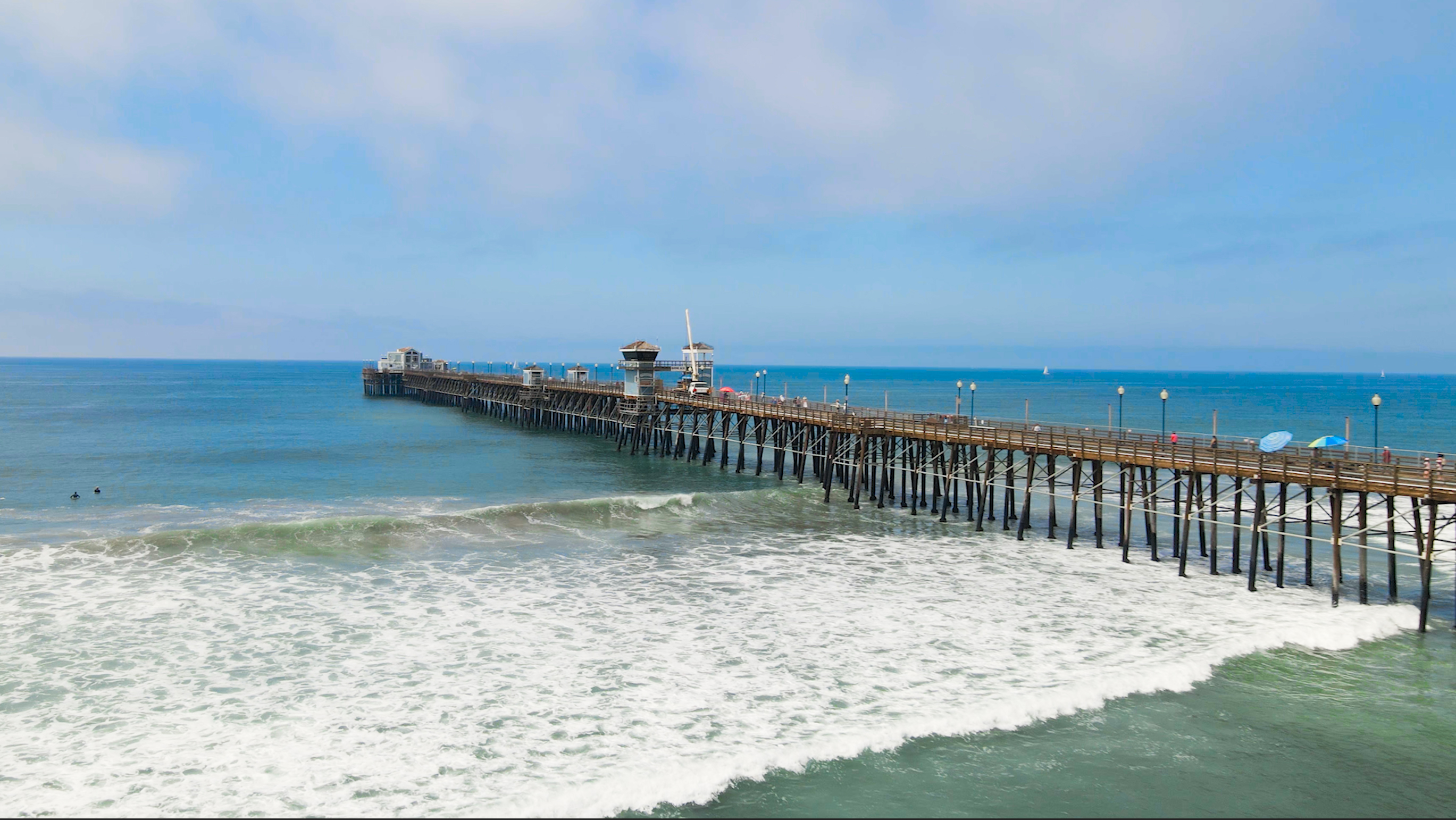
Oceanside Pier.

## Jumelages
- Ensenada (Mexique)
- Kisarazu (Japon)
- Fuji (Japon)
- A'ana (Samoa)

## Personnalités liées à la ville
- Denise Richards, actrice, est diplômée d'El Camino High School d'Oceanside.
- Erika Vution, actrice.
- Sam Kendricks, champion du monde de saut à la perche en 2017 et 2019, est natif d'Oceanside.
- J.J. Cale, auteur-compositeur interprète, est enterré à Oceanside.